# Makaroni
 For alternative betydninger, se Makaroni (flertydig). (Se også artikler, som begynder med Makaroni)
 Der er for få eller ingen kildehenvisninger i denne artikel, hvilket er et problem. Du kan hjælpe ved at angive troværdige kilder til de påstande, som fremføres i artiklen.

Makaroni (fra italiensk maccheroni) er en type pasta. 
Thomas Jefferson, USAs tredje præsident, var også opfinder,[kilde mangler] og bragte den første makaroni-maskine til USA i 1789,[kilde mangler] da han kom hjem efter en periode som ambassadør i Frankrig.